# Bundesstraße 420
De Bundesstraße 420 (afkorting: B 420) is een e bundesstraße in de Duitse deelstaten Rijnland-Palts en Saarland.
De weg begint in Nierstein en loopt via Wörrstadt en Sankt Wendel naar Ottweiler.
De weg is 124 kilometer lang

## Routebeschrijving
Rijnland-Palts
De B420 begint bij de Rijn in Nierstein aan de B 9 en loopt door Dexheim,  langs Köngernheim, Undenheim en Schornsheim. De weg kruist bij afrit Wörrstadt de A63 en komt door Wörrstadt waar de B271 aansluit. langs Sulzheim en Wallertheim komt door Gau-Bickelheim. De B420 loopt  verder door Wöllstein, Frei-Laubersheim waar de B428 aansluit. De weg loopt verder door Fürfeld naar Hochstätten waar ze aansluit op de  B48. De B48 buigt bij Alsenz. af. De B420 loopt langs Niedermoschel, Obermoschel, Unkenbach, Callbach, Meisenheim, Odenbach, Medard, Lauterecken waar ze de B271 kruist , Offenbach-Hundheim, Glanbrücken, Sankt Julian, Patersbach, Altenglan waar de B423 aansluit, Rammelsbach, Kusel en kruist ze bij afrit Kusel de A62. De B462 loopt verder door  Konken, Selchenbach  en kruist frgrens met Saarland
Saarland
De B420 loopt nog door Fürth/Dörrenbach waarna de B420 eindigt in Ottweiler op een kruising met de B41.

## Toekomst
Al tijden wordt er over een oostwaarts verlenging naar de A67 of B44 in het zuiden van Hessen gepraat. Daarvoor is een nieuwe brug over de rivier de Rhein noodzakelijk. Momenteel zijn er tussen Worms en Mainz geen bruggen over de rivier.

## Verkeersintensiteiten
In 2010 reden dagelijks 8.000 voertuigen tussen Nierstein en Wörrstadt, met een wat hogere intensiteit van 15.000 voertuigen tussen Wörrstadt en de A61. Westelijker rijden veelal 3.000 tot 7.000 voertuigen, stijgend naar 14.000 voertuigen in Kusel. In Saarland rijden veelal 5.000 voertuigen.
B1 · B3 · B7 · B8 · B9 · B10 · B26 · B27 · B35 · B37 · B38 · B39 · B40 · B41 · B42 · B43 · B43a · B44 · B45 · B47 · B48 · B49 · B50 · B51 · B52 · B53 · B54 · B55 · B55a · B56 · B56n · B57 · B58 · B59 · B61 · B62 · B63 · B64 · B65 · B66 · B66n · B67 · B68 · B70 · B80 · B83 · B84 · B219 · B220 · B221 · B223 · B224 · B225 · B226 · B227 · B228 · B229 · B230 · B231 · B233 · B234 · B235 · B236 · B237 · B238 · B239 · B241 · B249 · B250 · B251 · B252 · B253 · B254 · B255 · B256 · B257 · B258 · B259 · B260 · B261 · B262 · B263 · B264 · B265 · B266 · B267 · B268 · B269 · B270 · B271 · B272 · B274 · B275 · B277a · B278 · B279 · B284 · B288 · B323 · B324 · B326 · B327 · B399 · B400 · B403 · B405 · B406 · B407 · B409 · B410 · B411 · B412 · B413 · B414 · B416 · B417 · B418 · B419 · B420 · B421 · B422 · B423 · B424 · B426 · B427 · B428 · B429 · B448 · B449 · B450 · B451 · B452 · B453 · B454 · B455 · B456 · B457 · B458 · B459 · B460 · B469 · B473 · B474 · B475 · B476 · B477 · B478 · B479 · B480 · B481 · B482 · B483 · B484 · B485 · B486 · B487 · B488 · B489 · B499 · B504 · B506 · B507 · B508 · B509 · B510 · B511 · B513 · B514 · B515 · B516 · B517 · B519 · B520 · B521 · B525 · B528 · B611